# Établissement du service d'infrastructure de la Défense de Toulon
Le Service d'Infrastructure de la Défense - Méditerranée (SID MED) est un des établissements déconcentrés du Service d'infrastructure de la Défense, implantée au sein du port militaire de Toulon, qui est chargé de l'aménagement et de l'entretien des infrastructures militaires (essentiellement de la Marine nationale) de la base navale de Toulon.

## Historique
En application de l'arrêté du 25 septembre 2008, la direction des travaux maritimes de Toulon a pris l'appellation de « Direction régionale du service d'infrastructure de la Défense » ; début 2011, elle a à nouveau changé son nom pour « Établissement du service d'infrastructure de la Défense de Toulon » ; début 2025, elle a à nouveau changé son nom pour « Service d'infrastructure de la Défense - Méditerranée ». 
Son champ d'intervention couvre des implantations de la marine nationale (port militaire de Toulon, base d'aéronautique navale de Hyères, presqu'île de Saint-Mandrier, pyrotechnies, sémaphores, stations de transmissions), de la direction générale de l'armement (arsenal du Mourillon, centres techniques), de l'armée de terre (54e régiment d'artillerie à Hyères, 519e régiment du train à Ollioules), du service de santé des armées (hôpital national d'instruction des armées de Sainte-Anne).

## Organisation
(janvier 2025).
Le SID Méditerranée est organisé en divisions et services. La direction proprement dite comporte un secrétariat général (SG, chargé des ressources financières et humaines et du service général), un service domanial (DOM, chargé de l'administration du domaine de la défense, et un service de pilotage et d'assistance au commandement (PAC). Le SID Méditerranée se compose de personnels civils et militaires, dans les filières technique et administrative. Depuis la création du service d'infrastructure de la défense (SID) en septembre 2005, le personnel militaire provient d'origines interarmées. Les personnels militaires de l'ESID sont des officiers : ingénieurs des études et techniques de travaux maritimes, officiers de l'armée de terre et d'ingénieur militaire d'infrastructure de la Défense. Les personnels civils sont les ingénieurs des travaux maritimes, les ingénieurs civils de la défense, les techniciens supérieurs d'études et fabrications, techniciens du ministère de la défense, ingénieurs ou techniciens sous contrat, techniciens sous statut ouvrier, chefs d'équipe et ouvriers de l'État. Dans les filières administratives, les personnels sont des attachés du ministère de la défense, des secrétaires ou adjoints administratifs.